# Адамс (планина)
Планина Адамс (енгл. Mount Adams) или на језику локалних Индијанаца „Пахто” је потенцијално активан стратовулкан у Каскадским планинама, у држави
Вашингтон, у САД. Иако није еруптирао више од 1.000 година, не сматра се угашеним. Он је друга планина по висини у Вашингтону, након планине Рејнир.
Адамс, назван по другом америчком председнику Џону Адамсу, припада Каскадном вулканском луку и један је од већих вулкана дуж њега, лоциран око 55 km источно од планине Сент Хеленс. „Дивљина Планине Адамс” обухвата горњи и западни део вулканске купе. Источна страна планине означена је као део територије Јакама нације.
Адамсова асиметрична и широка купа уздиже се 2,4 km изнад гребена Каскада. Његов скоро раван врх формиран је као резултат ерупција које су стварале купе из одвојених отвора. Западним боком планине пролази стаза „The Pacific Crest Trail”.

## Географија
Планина је стратовулкан надморске висине 3742 m. Адамс заузима око 200 km2 вулканских пољана
и састоји се од неколико преклапајућих вулканска купа. Главна купа је настала у плеистоцену. Планина се састоји углавном од магматских стена андезит и дацит. Вулканска активност је почела пре 940.000 година. Врло активан је био у епохи холоцен када је произвео више од 20 ерупција. Шест ерупција у овој епохи догодиле су се на висини од 2100-2600 м. Највећи потоци
лаве који су текли више од 10 км избили су пре 4-7 хиљада година. Последња вулканска активност догодила се пре око 1.000 година када је дошло до избацивања тефри и изливање мале количине лаве на источној страни.
Подножје и средња висина планине је покривена боровима шумама. Изнад 2.000 м су планинске ливаде
и морене, а на самом врху се налази ледена капа. Планина је део Индијанског фолклора, и потенцијално активан вулкан. Може доћи до стромболских и других облика ерупција које могу бити катастрофалне за област око планине. Тренутно један кратер бележи слабу фумаролску активност.